# バート・ヘンダーソン
バート・ヘンダーソン（Burt Henderson 1975年11月5日- ）は、カナダ連邦ブリティッシュコロンビア州バーナビー出身の元プロアイスホッケー選手。ポジションはディフェンスマン。

## 経歴
WHL、ECHL、IHLのシンシナティ・ハリケーンズなどでプレーした後、1999年に雪印アイスホッケー部に加入した。雪印集団食中毒事件の影響でチームが解散したため、王子製紙に移籍した。
日本国籍への帰化を予定していたことから、アジアリーグアイスホッケーでは2006-2007シーズン、特例として外国人枠外として扱われた。翌シーズンに、特例は適用されないこととなり、彼は王子を退部した。